# Geoffrey Butler
Geoffrey Butler, född 7 december 1995, är en simmare från Caymanöarna. Hans syster, Lara Butler, är också en olympisk simmare.
Butler tävlade för Caymanöarna vid olympiska sommarspelen 2016 i Rio de Janeiro, där han blev utslagen i försöksheatet på 400 meter frisim.